# Nemesis (1839)
La Nemesis fu la prima nave con scafo in ferro di costruzione britannica a solcare l'oceano. Fu la più grande in una classe di sei vascelli simili commissionati dal "comitato segreto" della Compagnia delle Indie orientali. Assieme alle navi Phlegethon, Pluto, Proserpine, Ariadne e Medusa fu costruita nel cantiere di John Liard a Birkenhead  e in quello di William Fairbairn a Millwall.
Venne varata nel 1839 e schierata con grande efficacia nei mari cinesi durante la prima guerra dell'oppio sotto il comando del capitano William Hutcheon Hall e, successivamente, sotto quello di Richard Collinson. Fu rinominata dai marinai cinesi "la nave del diavolo".

## Struttura
Sebbene fosse stata commissionata dal comitato segreto della compagnia delle Indie orientali, la nave non comparve sulla lista della flotta dell'organizzazione. Il motivo di ciò era quello ottenere una plausibile negatibilità in caso fosse stata impiegata nel traffico di oppio.
Fu realizzata nell'arsenale di John Liard nel giro di tre mesi. Era lunga 56 metri, larga 8.8 metri, un pescaggio di 1 metro e 80 centimetri e un Builder's Old Measurement di 660 tonnellate. La Nemesis era mossa da due motori Forrester da sessanta cavalli. Era inoltre armata con due cannoni da 32 libbre e quattro da sei libbre. Fu particolarmente efficiente in Cina in quanto il corto pescaggio permise alla nave di inseguire le flotte nemiche sui fiumi dell'entroterra.
Fu la prima nave da guerra ad avere delle paratie in ferro.

## L'impiego nella prima guerra dell'oppio

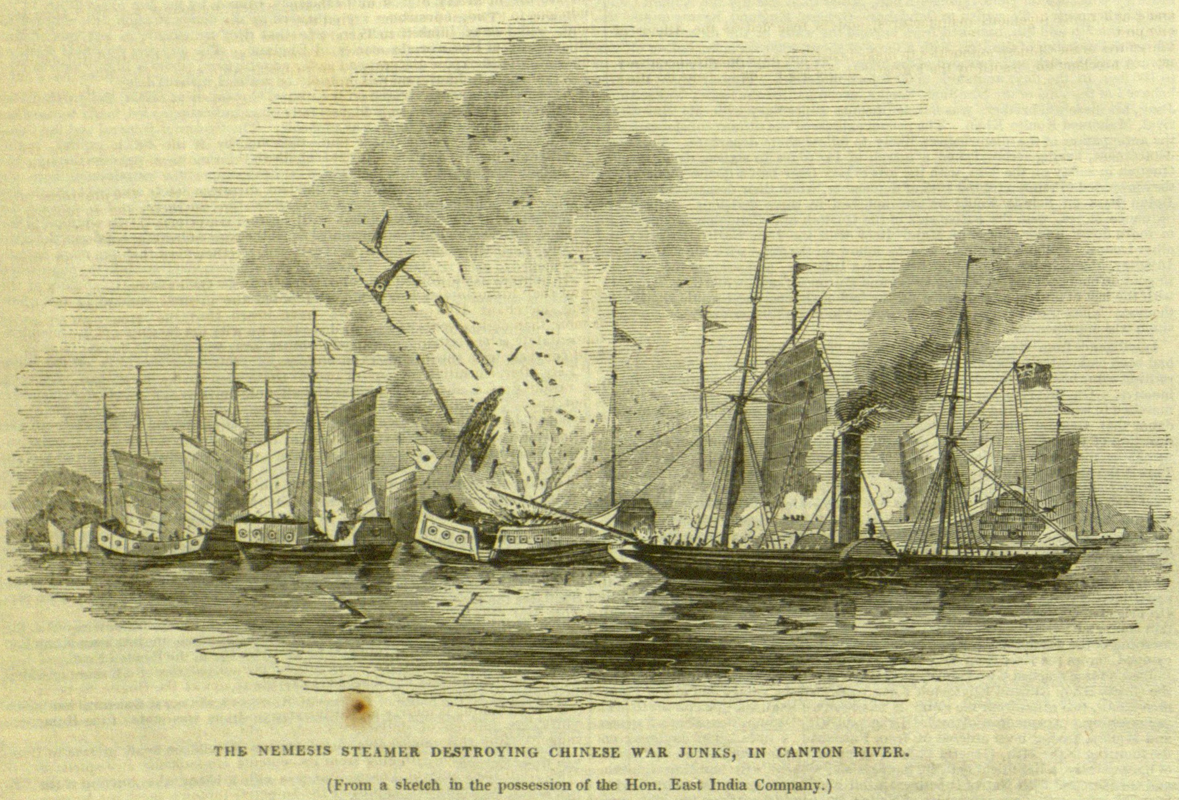
Una stampa della Nemesis durante la prima guerra dell'oppio

La Nemesis arrivò nei mari cinesi nel 1840, nonostante fosse stato dichiarato pubblicamente il suo schieramento a Odessa per nascondere il suo vero ruolo. La sua prima azione bellica fu il 7 gennaio 1841, durante la seconda battaglia di Chuenpi per ingaggiare la flotta cinese alla Bocca tigris. Durante la battaglia di First Bar (il 27 febbraio) la corazzata affondò la Cambridge, una vecchia e riarmata nave mercantile acquistata dalla marina cinese.

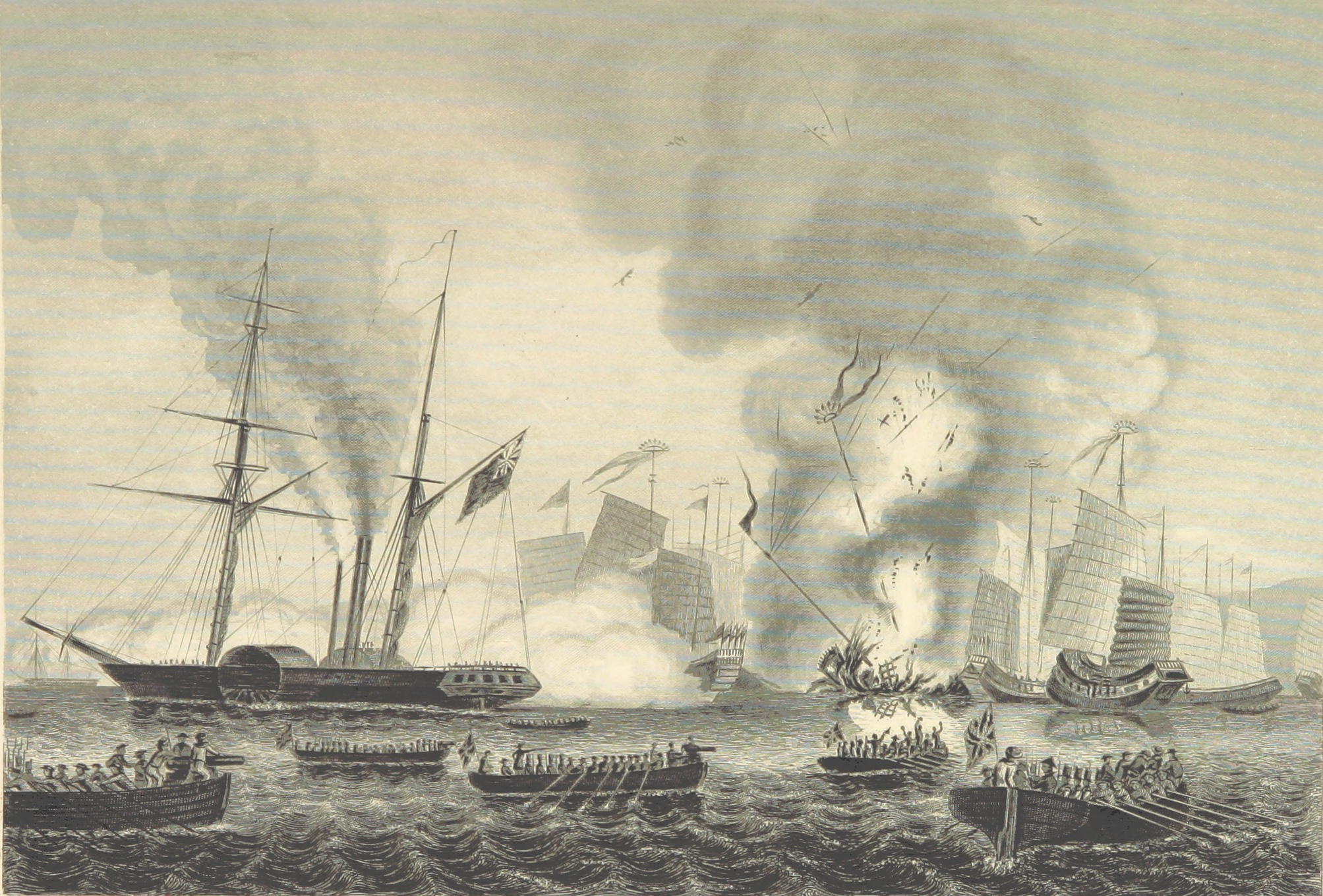
La seconda battaglia di Chuenpi

Nel periodo compreso tra il 13 e il 15 marzo partecipò alla spedizione broadway e all'assedio di Canton il 18 marzo. Infine, respinse una flotta molto più numerosa a Taisam nel febbraio del 1842 diretta a Ningbo.

## Operazioni successive
Dopo la prima guerra dell'oppio, la Nemesis fu incaricata di neutralizzare i pirati al largo dell'Indonesia e delle Filippine. Terminato l'incarico fu spostata a Mumbai.
Verso la fine del 1846 fornì fuoco di copertura durante la soppressione di un tumulto popolare a Canton, per poi ritirarsi nel febbraio successivo. Nel maggio dello stesso anno ingaggiò una flotta pirata nel Mar di Sulu. Infine, aiutò il piroscafo della compagnia Zenobia a espellere truppe birmane dalla provincia di Bassein per poi essere rispedita a Belfast nel febbraio del 1854.
La Cammell Laird espose un modello della nave alla fiera colombiana di Chicago nel 1893.